# Weißwangen-Kleidervogel
Der Weißwangen-Kleidervogel (Melamprosops phaeosoma), auch als Poʻouli oder Maui-Gimpel bezeichnet, ist eine ausgestorbene Singvogelart aus der Tribus der Kleidervögel. Die Spezies wurde erst 1973 auf der Hawaii-Insel Maui entdeckt und 1974 wissenschaftlich beschrieben. Der Weißwangen-Kleidervogel repräsentierte die einzige Art der Gattung Melamprosops.

## Beschreibung
Der Weißwangen-Kleidervogel erreichte eine Größe von 14 Zentimetern und ein Gewicht von 25,5 Gramm. Der Körperbau war plump und der Schwanz kurz. Der längliche Schnabel war leicht nach unten gebogen. Das Gefieder war auf der Oberseite braun und auf der Unterseite hellbraun bis schmutzigweiß. Eine farblich stark kontrastierende, dreieckige schwarze Maske umgab den Schnabel und verlief bis hinter die Augen. Die Wangen waren oben grau und unten überwiegend weiß. Stirn und Haube waren grau. Vom Hinterkopf bis zum Rücken ging die Färbung allmählich in ein Olivbraun über. Die Flanken waren oliv- oder lohfarben. Die Beinbefiederung und die Unterschwanzdecken waren tief zimtfarben. Die Iris war braun, Schnabel und Beine waren schwarz. Die Geschlechter sahen gleich aus. Im Jugendkleid zeigten die Vögel eine kleinere Maske, eine rötlichere Oberseite und eine lederfarbenere Unterseite. Oberhalb der Maske fehlten die Grautöne. Der Unterschnabel hatte eine rosafarbene Spitze.

## Lautäußerungen
Der Ruf war ein scharfes chit-chit-chit, der Alarmruf ein schnelleres chit-chit-chu-chit. Gelegentlich war ein pfeifendes chee-up oder tschew zu hören, das an den Ruf des Papageischnabel-Kleidervogels (Pseudonestor xantophrys) erinnerte. Der Gesang bestand aus einer ungeordneten Serie von ähnlichen Tönen, die in der Höhe beschleunigt und angehoben wurden.

## Lebensraum
Der Weißwangen-Kleidervogel war im Unterholz von dichten Oʻhia-Regenwäldern (Metrosideros polymorpha) in Höhenlagen zwischen 1.400 und 2.100 m anzutreffen. Vor der Ankunft der Siedler auf Maui war die Art in trockenen und halbtrockenen Wäldern offenbar weit verbreitet.

## Nahrungssuche
Die Nahrung bestand aus Schnecken, Insekten und Spinnen. Gelegentlich ernährte er sich von den kleinen Früchten der Art Cheirodendron trigynum. Die breite Nutzung von mehreren in Hawaii heimischen Landschneckenarten war eine für Hawaii ungewöhnliche Spezialisierung; keine andere Vogelart ernährte sich von diesen Landschnecken. Auf dem Boden bewegte er sich hüpfend fort. Seine Nahrung erbeutete er hängend im Laub oder bohrend und durch das Schälen der Rinde im Geäst.

## Fortpflanzung
Aus der Natur sind zwei Nester bekannt, die im März und April entdeckt wurden. Die Balz des Männchens bestand aus intensivem Gesang und dem Umkreisen eines Weibchens im Laubdach des Nestbaums oder auf den Nachbarbäumen. Das Männchen fütterte das Weibchen während der gesamten Nestlingsperiode. Das Nest, eine offene Schale, die an der Basis aus Moosen und kahlen Zweigen von Styphelia tameiameiae bestand, wurde von beiden Geschlechtern errichtet. Das Gelege bestand aus ein oder zwei weißlichen Eiern mit braunen Flecken, die allein vom Weibchen bebrütet wurden. Die Küken schlüpften am frühen Morgen, vermutlich in einem Abstand von zwei Tagen. Das Männchen fütterte sowohl das Weibchen als auch die Küken. Ein Jungvogel verließ nach 21 Tagen das Nest.

## Status

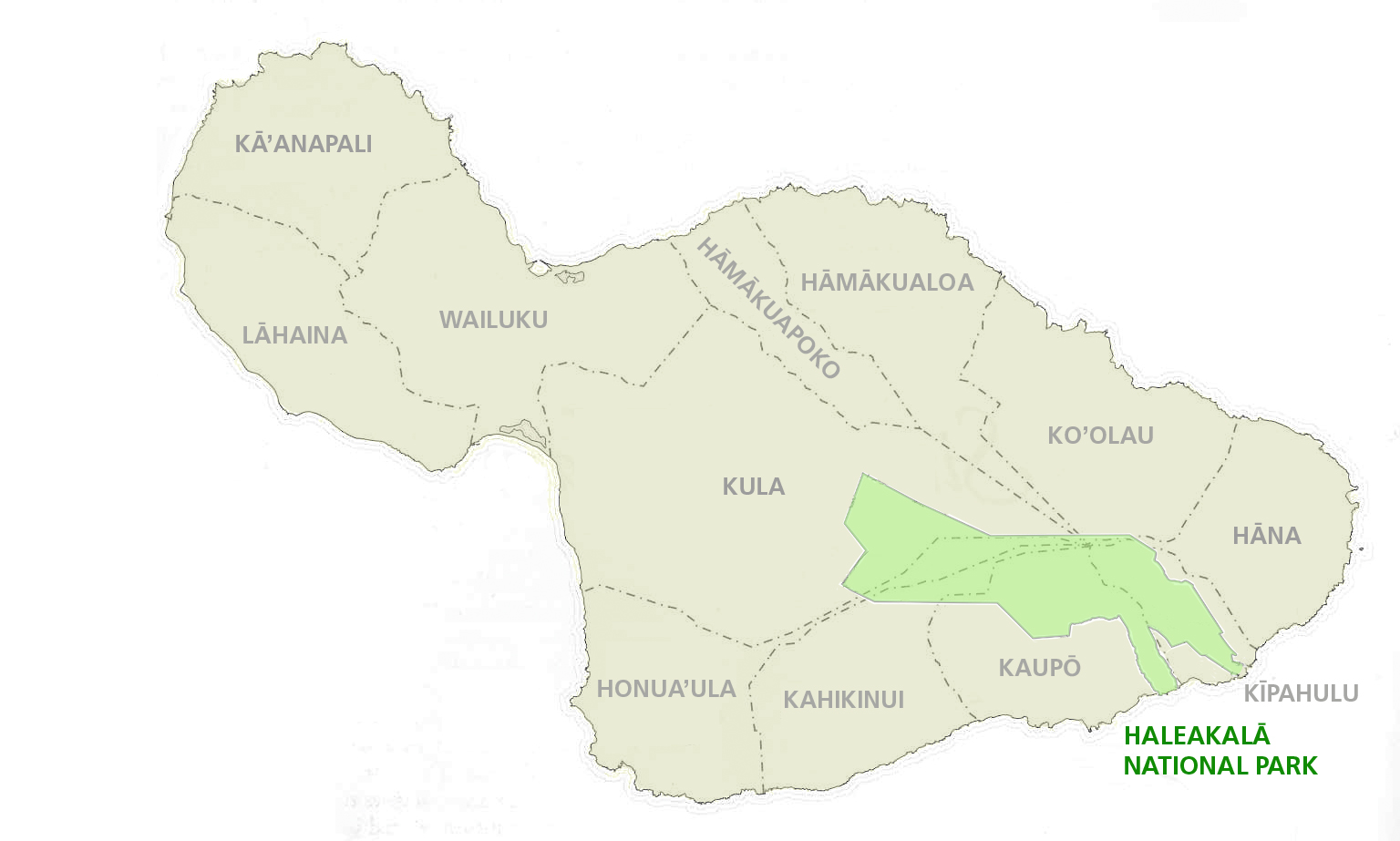
Lage des Haleakalā-Nationalparks im Südosten der Insel Maui, in dem Studenten den Weißwangen-Kleidervogel entdeckten

Als der Weißwangen-Kleidervogel 1973 von Studenten der University of Hawaiʻi System während einer Exkursion zu den Hängen des Haleakalā entdeckt wurde, schätzte man den Bestand auf etwa 200 Exemplare, die in einer Region von rund 1.300 Hektar vorkamen. Zu diesem Zeitpunkt erschien die Situation der Art noch nicht besorgniserregend. Zwar hatte die Einführung fremder Pflanzen und Tiere die einheimische Fauna und Flora erheblich unter Druck gesetzt, so dass bereits zahlreiche endemische Arten Hawaiis ausgestorben waren. Die Region, in der die Weißwangen-Kleidervogel beobachtet wurde, war jedoch so abgelegen und potenziell ungestört, dass diese Bedrohung für ihn nicht als bestandsgefährdend angesehen wurde.
1980 waren mehrere Ornithologen zu dem Schluss gekommen, dass die Zahl der Weißwangen-Kleidervögel möglicherweise ebenfalls rückläufig wäre. Eine Zählung im Jahr 1981 ergab noch einen Bestand von ungefähr 150 Individuen. Innerhalb des Haleakalā-Nationalparks wurde die Hanawi Natural Area Reserve mit einer Größe von 30 Quadratkilometern eingerichtet, um den Bestand der Art zu schützen. Besorgniserregend war, dass verwilderte Hausschweine in der Region zunehmend den Unterwuchs vernichteten, auf den der Weißwangen-Kleidervogel bei der Nahrungssuche angewiesen war. Die zu Beginn der 1990er Jahre durchgeführte Einzäunung der höher gelegenen Wälder erfolgte zu spät, um noch Wirkung zu zeigen. Wie später herausgefunden wurde, breitete sich außerdem die Knoblauch-Glanzschnecke (Oxychilus alliarius), die auf Hawaii eingeschleppt worden war, zunehmend in den Wäldern der Inseln aus. Diese Schneckenart ernährte sich gleichfalls von auf Hawaii endemischen Landschneckenarten.
Während einer Bestandserfassung im Jahre 1994 zählte man nur noch zehn Weißwangen-Kleidervögel, darunter einige noch nicht geschlechtsreife Individuen. 1997 waren nur noch ein Weibchen und zwei Männchen am Leben, deren Reviere allerdings so weit auseinanderlagen, dass die Vögel sich niemals treffen würden. Als eine der letzten Maßnahmen versuchte man, das Weibchen in das Revier eines der Männchen umzusiedeln. Das Weibchen wurde am 4. April 2002 umgesiedelt und bei Anbruch der Nacht im Revier des Männchens freigelassen in der Hoffnung, dass es am folgenden Tag das Männchen treffen würde. Das Weibchen kehrte jedoch sofort in das eigene Revier zurück. Als letzte Maßnahme sollten alle drei verbliebenen Vögel gefangen und mit ihnen eine Zucht in menschlicher Obhut gegründet werden. Der erste Vogel wurde im September 2004 gefangen, starb jedoch am 28. November 2004 im San Diego Zoo an Vogelmalaria, die, neben der Zerstörung des Lebensraums durch verwilderte Hausschweine zwischen 1970 und 1977, als Hauptursache für das Verschwinden der Art gilt. Die anderen beiden Vögel wurden nicht mehr gefunden.
Subfossile Funde deuten darauf hin, dass der Weißwangen-Kleidervogel vor der Ankunft der Siedler im Umkreis des Haleakalā-Vulkans weiter verbreitet war.

## Einzelbelege
1. ↑  Melamprosops phaeosoma in der Roten Liste gefährdeter Arten der IUCN 2013.1. Eingestellt von: BirdLife International, 2012. Abgerufen am 12. Februar 2024.
2. 1 2  Couzens, S. 144
3. ↑  Couzens, S. 142–143
4. ↑  Couzens, S. 143
5. ↑  Couzens, S. 145